# Bùi Tiến Dũng (cầu thủ bóng đá, sinh 1995)
Bùi Tiến Dũng (sinh ngày 2 tháng 10 năm 1995) là một quân nhân kiêm cầu thủ bóng đá chuyên nghiệp người Việt Nam hiện đang thi đấu ở vị trí trung vệ cho đội tuyển bóng đá quốc gia Việt Nam và là đội trưởng của câu lạc bộ V.League 1 Thể Công – Viettel.

## Tiểu sử
Bùi Tiến Dũng là con trai út trong 4 anh em trai của gia đình cư trú tại Tổ dân phố 2, thị trấn Đức Thọ, huyện Đức Thọ, tỉnh Hà Tĩnh. Cha mẹ là ông Bùi Như Quang từng đi làm công nhân nhiều năm ở Lào, sau đó trở về quê xây dựng gia đình với bà Dương Thị Hường năm 1980, rồi từ đó ông bà gắn bó với nghề làm ruộng cho tới tận ngày nay.
Từ nhỏ Bùi Tiến Dũng đã ham mê bóng đá. Sau giờ tan học, Dũng đều xin anh trai đi xem các anh đá bóng, rồi dần dần đá với những đứa trẻ trong thôn.
Bùi Tiến Dũng học tại trường tiểu học thị trấn Đức Thọ và THCS Trường Thi, thành phố Vinh. Trong một lần có đơn vị quân đội về xã tổ chức thi tuyển các cầu thủ nhí năm 2008, Tiến Dũng được người bác khuyên đi thi và trúng tuyển vào trung tâm đào tạo Quân khu 4 (TP Vinh - Nghệ An).
Sau 6 tháng đào tạo những vì lý do kinh phí để phát triển bóng đá của Quân khu 4 eo hẹp thì đội bóng giải thể. Đến năm 2009, Bùi Tiến Dũng trúng tuyển vào đào tạo tại Trung tâm bóng đá Viettel (Hà Nội).

## Sự nghiệp câu lạc bộ
Ngày 7 tháng 3 năm 2015, Trung tâm Thể thao Viettel thuộc Tập đoàn Viễn thông Quân đội Viettel đã gửi thông cáo báo chí đến các cơ quan truyền thông xác nhận việc Viettel đồng ý cho Công ty CP Thể thao HAGL (đơn vị quản lý câu lạc bộ bóng đá Hoàng Anh Gia Lai) mượn trung vệ Bùi Tiến Dũng để thi đấu tại V-League từ ngày 1 tháng 4 năm 2015 đến hết mùa giải 2015.
Do giai đoạn này câu lạc bộ Hoàng Anh Gia Lai rơi vào cuộc khủng hoảng cho hàng phòng ngự. Các ngoại binh Cosmin Goia, Morec không đáp ứng được chuyên môn, trong khi Franklin Anzite chưa hoàn thành giấy chuyển nhượng quốc tế. Hậu vệ của học viện Hoàng Anh Gia Lai JMG là Trần Hữu Đông Triều thì gặp phải chấn thương. Trong tình cảnh đó, HAGL quyết định mượn Bùi Tiến Dũng của Viettel trong giai đoạn lượt về. Bùi Tiến Dũng đã có tổng cộng 14 trận ra sân trong màu áo đội bóng "phố núi". Hợp đồng cho mượn giữa Tiến Dũng và HAGL đã hết hạn khi V.League 1 - 2015 kết thúc.

## Sự nghiệp quốc tế
Bùi Tiến Dũng đã góp mặt trong trận giao hữu giữa Đội tuyển Việt Nam và câu lạc bộ Machester City năm 2015. Ngoài ra còn được triệu tập lên thi đấu vòng loại Asian Cup 2019 gặp đội tuyển Afghanistan và đã dính chấn thương nặng phải nghỉ dài hạn.
Bùi Tiến Dũng được huấn luyện viên Nguyễn Hữu Thắng lựa chọn làm thủ quân của U-22 Việt Nam tham dự vòng loại U-23 châu Á 2018 và Sea Games 29.
Tiến Dũng cũng là một trong 5 cầu thủ thi đấu trọn vẹn 630 phút cùng U-23 Việt Nam tại vòng chung kết U-23 châu Á 2018.

## Thống kê sự nghiệp

### Câu lạc bộ
Tính đến ngày 4 tháng 4 năm 2024
| Câu lạc bộ        | Mùa giải       | Giải đấu       | Giải đấu | Giải đấu | Cúp quốc gia | Cúp quốc gia | Cúp châu lục | Cúp châu lục | Khác | Khác | Tổng cộng | Tổng cộng |
| Câu lạc bộ        | Mùa giải       | Hạng           | Trận     | Bàn      | Trận         | Bàn          | Trận         | Bàn          | Trận | Bàn  | Trận      | Bàn       |
| ----------------- | -------------- | -------------- | -------- | -------- | ------------ | ------------ | ------------ | ------------ | ---- | ---- | --------- | --------- |
| Hoàng Anh Gia Lai | 2015           | V.League 1     | 14       | 0        | 1            | 0            | —            | —            | —    | —    | 15        | 0         |
| Viettel           | 2016           | V.League 2     | 17       | 3        | 1            | 0            | —            | —            | 1    | 0    | 19        | 3         |
| Viettel           | 2017           | V.League 2     | 9        | 1        | 0            | 0            | —            | —            | —    | —    | 9         | 1         |
| Viettel           | 2018           | V.League 2     | 15       | 2        | 1            | 0            | —            | —            | —    | —    | 16        | 2         |
| Viettel           | 2019           | V.League 1     | 24       | 3        | 0            | 0            | —            | —            | —    | —    | 24        | 3         |
| Viettel           | 2020           | V.League 1     | 19       | 0        | 5            | 1            | —            | —            | —    | —    | 24        | 1         |
| Viettel           | 2021           | V.League 1     | 11       | 1        | 0            | 0            | 4            | 1            | 0    | 0    | 15        | 2         |
| Viettel           | 2022           | V.League 1     | 13       | 1        | 1            | 0            | 0            | 0            | —    | —    | 14        | 1         |
| Viettel           | 2023           | V.League 1     | 15       | 2        | 4            | 0            | —            | —            | —    | —    | 19        | 2         |
| Viettel           | 2023-24        | V.League 1     | 13       | 1        | 0            | 0            | —            | —            | —    | —    | 13        | 1         |
| Viettel           | Tổng cộng      | Tổng cộng      | 136      | 14       | 12           | 1            | 4            | 1            | 1    | 0    | 153       | 16        |
| Tổng sự nghiệp    | Tổng sự nghiệp | Tổng sự nghiệp | 150      | 14       | 13           | 1            | 4            | 1            | 1    | 0    | 168       | 16        |

1. ↑  Ra sân tại trận play-off
2. ↑  Số trận ra sân tại AFC Champions League

### Đội tuyển quốc gia
Tính đến ngày 26 tháng 3 năm 2024.
| Đội tuyển quốc gia | Năm       | Trận | Bàn |
| ------------------ | --------- | ---- | --- |
| Việt Nam           | 2015      | 1    | 0   |
| Việt Nam           | 2016      | 2    | 0   |
| Việt Nam           | 2017      | 6    | 0   |
| Việt Nam           | 2018      | 3    | 0   |
| Việt Nam           | 2019      | 15   | 0   |
| Việt Nam           | 2021      | 10   | 1   |
| Việt Nam           | 2022      | 6    | 0   |
| Việt Nam           | 2023      | 4    | 0   |
| Việt Nam           | 2024      | 2    | 0   |
| Tổng cộng          | Tổng cộng | 49   | 1   |

### Bàn thắng quốc tế
Bàn thắng của đội tuyển quốc gia Việt Nam được liệt kê trước.
| #  | Ngày                 | Địa điểm                               | Đối thủ   | Bàn thắng | Kết quả | Giải đấu     |
| -- | -------------------- | -------------------------------------- | --------- | --------- | ------- | ------------ |
| 1. | 19 tháng 12 năm 2021 | Sân vận động Bishan, Bishan, Singapore | Campuchia | 3–0       | 4–0     | AFF Cup 2020 |

## Danh hiệu

### Câu lạc bộ
Viettel
- V.League 2: 2018
- V.League 1: 2020

### Quốc tế
U-19 Việt Nam
- Giải vô địch bóng đá U19 Đông Nam Á: 2014

U-23/Olympic Việt Nam
- Huy chương đồng Đại hội Thể thao Đông Nam Á: 2015
- Huy chương đồng M-150 Cup 2017
- Giải vô địch bóng đá U-23 châu Á á quân: 2018
- Bóng đá tại Đại hội thể thao Châu Á: Hạng tư 2018

Việt Nam
- AFF Cup: 2018, 2024
- Cúp Nhà vua Thái Lan á quân: 2019

### Cá nhân
- Quả bóng bạc Việt Nam: 2020

## Đời tư
Do là con thứ tư trong nhà, và thường mặc áo số 4 khi thi đấu nên Tiến Dũng thường được giới thể thao gọi là "tư" Dũng - như là một cách để phân biệt với người đồng nghiệp cùng tên thi đấu ở vị trí thủ môn.
Ngày 26 tháng 6 năm 2019, Bùi Tiến Dũng và Nguyễn Khánh Linh (sinh năm 1997) tổ chức lễ ăn hỏi ở Bắc Ninh. Dũng hiện là bố của hai cô con gái, Sushi và Mochi. Anh cũng tự kinh doanh quán nước "Rau má Healthy".
Dũng thường xuyên bị dính vào rắc rối với những bài vợ đăng Facebook. Năm 2020, Khánh Linh chỉ trích chồng vô tâm và thay đổi trạng thái cá nhân thành "mẹ đơn thân". Dũng giải thích rằng Linh "chỉ giận dỗi một chút".
Sáng ngày 06 tháng 6 năm 2023, Facebook của Linh tiếp tục đăng nội dung trạng thái: "Mẹ xin lỗi vì không cho các con được cuộc sống trọn vẹn. 4 năm nay mẹ chịu đựng đủ rồi, từ giờ trở đi hãy để ba mẹ con mình yêu thương chăm sóc cho nhau đến hết đời nhé. Loại bố rẻ mạt, chưa bao giờ xứng đáng".
Dũng giải thích rằng đây là do hacker làm và cơ quan chức năng điều tra tìm ra thủ phạm; nhưng sau nhiều tháng không thấy công bố tìm ra thủ phạm. Đến tối cùng ngày, Dũng đăng hình ảnh anh cùng vợ và con gái lớn vui vẻ thoải mái. Trên mặt Dũng xuất hiện rõ một vết sẹo lồi lên với độ dài khoảng 5cm, nằm cắt ngang chân mày trái, phải che lại bằng băng cá nhân. Dũng cũng có những mâu thuẫn riêng với mẹ vợ là bà Trần Cẩm Thơ.
Dũng thường xuyên có những hành động, lời nói công khai thể hiện tình cảm với cầu thủ Trần Đình Trọng